# Championnats du monde de BMX 2021
Navigation
Édition précédente Édition suivante
Les championnats du monde de BMX 2021, 25e édition des championnats du monde de BMX organisés par l'Union cycliste internationale, ont lieu du 21 au 22 août 2021 à Papendal, aux Pays-Bas.

## Podiums
| Épreuves            | Or                | Argent           | Bronze           |
| ------------------- | ----------------- | ---------------- | ---------------- |
| Épreuves masculines |                   |                  |                  |
| Course élites       | Niek Kimmann      | Sylvain André    | David Graf       |
| Course juniors      | Marco Radaelli    | Louison Rousseau | Drew Polk        |
| Épreuves féminines  |                   |                  |                  |
| Course élites       | Bethany Shriever  | Judy Baauw       | Laura Smulders   |
| Course juniors      | Mariane Beltrando | Teigen Pascual   | Michelle Wissing |

## Classements

### Course masculine élites
| Pos                                | Cycliste         | Pays       |
| ---------------------------------- | ---------------- | ---------- |
|                                    | Niek Kimmann     | Pays-Bas   |
| Médaille d'argent, Coupe du Monde  | Sylvain André    | France     |
| Médaille de bronze, Coupe du Monde | David Graf       | Suisse     |
| 4.                                 | Simon Marquart   | Suisse     |
| 5.                                 | Arthur Pilard    | France     |
| 6.                                 | Mitchel Schotman | Pays-Bas   |
| 7.                                 | Izaac Kennedy    | Australie  |
| 8.                                 | Cameron Wood     | États-Unis |
| 9.                                 | Cédric Butti     | Suisse     |
| 10.                                | Jay Schippers    | Pays-Bas   |

### Course féminine élites
| Pos                                | Cycliste           | Pays            |
| ---------------------------------- | ------------------ | --------------- |
|                                    | Bethany Shriever   | Grande-Bretagne |
| Médaille d'argent, Coupe du Monde  | Judy Baauw         | Pays-Bas        |
| Médaille de bronze, Coupe du Monde | Laura Smulders     | Pays-Bas        |
| 4.                                 | Mariana Pajon      | Colombie        |
| 5.                                 | Lauren Reynolds    | Australie       |
| 6.                                 | Alise Willoughby   | États-Unis      |
| 7.                                 | Felicia Stancil    | États-Unis      |
| 8.                                 | Zoé Claessens      | Suisse          |
| 9.                                 | Simone Christensen | Danemark        |
| 10.                                | Natalia Suvorova   | Russie          |

## Tableau des médailles
| Rang  | Nation          | Or | Argent | Bronze | Total |
| ----- | --------------- | -- | ------ | ------ | ----- |
| 1     | France          | 1  | 2      | 0      | 3     |
| 2     | Pays-Bas        | 1  | 1      | 2      | 4     |
| 3     | Grande-Bretagne | 1  | 0      | 0      | 1     |
| 3     | Italie          | 1  | 0      | 0      | 1     |
| 5     | Canada          | 0  | 1      | 0      | 1     |
| 6     | États-Unis      | 0  | 0      | 1      | 1     |
| Total | Total           | 4  | 4      | 4      | 12    |